# Incautación de monedas del Museo Arqueológico Nacional de España
La incautación de monedas del Museo Arqueológico Nacional de España de 1936 fue la requisa de la colección de monedas de oro del Museo Arqueológico Nacional, así como de otras piezas, entre ellas el llamado Tesoro de los Quimbayas, realizada el 4 y el 5 de noviembre de 1936, ordenada en plena guerra civil española por el gobierno de la Segunda República española cuando parecía que Madrid estaba a punto de caer en manos del bando sublevado encabezado por el general Franco y el gobierno republicano se había trasladado a Valencia. 
La requisa fue realizada a punta de pistola, según los testigos presenciales, por la Guardia Nacional Republicana —nuevo nombre de la Guardia Civil— y por milicianos cumpliendo las órdenes del gobierno, sin que se realizara ningún registro documental.
Transferida en circunstancias oscuras del Ministerio de Instrucción Pública al Ministerio de Hacienda, en 1939 la colección íntegra pasó a formar parte del Tesoro del yate Vita, que había fletado el dirigente socialista Juan Negrín, del cual se apoderó Indalecio Prieto a su llegada a México, y cuyo destino jamás ha sido aclarado.
Al término de la Guerra se recuperó únicamente el llamado Tesoro de los Quimbayas, depositado en Suiza junto con otros tesoros artísticos procedentes del Museo del Prado. El hecho constituyó una "verdadera catástrofe para la Numismática nacional", en palabras del entonces conservador del Gabinete Numismático, Felipe Mateu y Llopis, y una gran pérdida para el patrimonio cultural y artístico de España.
A excepción de algunas noticias recopiladas por Carmen Alfaro Asins, el episodio pasó desapercibido en la historiografía sobre la Guerra Civil hasta ser estudiado en detalle en 2008 por Martín Almagro Gorbea, Anticuario Perpetuo de la Real Academia de la Historia, quien calificó la operación de verdadero robo del Patrimonio Nacional, por hacerse bajo amenaza, sin control documental y al margen de la legalidad, para beneficio de algunos políticos de la élite republicana.

## Historia

### La incautación
Tras la creación de la Junta de Incautación y Protección del Patrimonio Artístico, y a consecuencia del acercamiento de los sublevados a Madrid, la Biblioteca y el Museo Arqueológico nacionales fueron cerrados y quedaron bajo control de las milicias y la Guardia Nacional Republicana —nuevo nombre de la Guardia Civil— el 2 de octubre de 1936. Todos sus funcionarios fueron detenidos, y el secretario, Ricardo Aguirre Martínez-Valdivieso, fusilado sumariamente.
El 4 de noviembre de 1936, justo antes de que el gobierno republicano se trasladara a Valencia ante la previsible caída de Madrid —que finalmente no se produjo—, se presentó en el Museo el Subsecretario del Ministerio de Instrucción Pública, Wenceslao Roces, acompañado de un representante de la Junta Delegada de Incautación, Protección y Salvamento del Tesoro Artístico de Madrid, Antonio Rodríguez Moñino, y algunos guardias nacionales republicanos y milicianos. El director, Francisco Álvarez-Ossorio, y el conservador del Gabinete Numismático, Felipe Mateu y Llopis, recibieron orden gubernamental de entregar al Ministerio los tesoros y los objetos más importantes de oro y plata, muy especialmente la colección de monedas. El personal del Museo se resistió ejecutando la orden con toda la lentitud que pudo y escondiendo parte de la colección, con grave riesgo personal.
Las monedas fueron incautadas sin realizar una relación detallada, sino que simplemente se contaron y pesaron por series, introduciéndose en sacos, a pesar de que Mateu solicitó reiteradamente el inventariado completo, lo cual impidió Rodríguez Moñino. La labor, suspendida de madrugada, concluyó al día siguiente. Wenceslao Roces rompió el acta de incautación, más detallada, e hizo un simple recibo por las monedas al peso.
Las monedas de oro incautadas fueron, en total, 2.796: 58 griegas, 830 romanas, 297 bizantinas, 322 visigodas, 585 árabes, 94 españolas medievales y modernas, 111 francesas y portuguesas, 432 extranjeras sin determinar, y 69 medallas, con un peso total de 15.908 g, sin contar las 242 monedas árabes y las 322 visigodas, que no se pesaron.

### Destino de las monedas incautadas
Las monedas salieron ese mismo día hacia Valencia —la nueva capital de la República— donde estuvieron depositadas en las Torres de Serranos hasta mediados de 1937, en que fueron trasladadas a Barcelona —nueva sede del gobierno republicano— junto con otros muchos bienes incautados, pasando a depender de la Caja General de Reparaciones. 
Cuando se inició la ofensiva de Cataluña en diciembre de 1938 —Barcelona fue tomada por las fuerzas franquistas a finales de enero de 1939— las monedas fueron enviadas al Castillo de Figueras, y cuando toda Cataluña fue ocupada por los sublevados y el presidente de la República y el gobierno republicano cruzaron la frontera con Francia, fueron enviadas a París, donde se hizo cargo de ellas el ministro de Hacienda, Francisco Méndez Aspe, en un momento —el de los últimos meses de guerra— en que el gobierno republicano actuaba con total opacidad, estimada ilegalidad por el historiador libertario Francisco Olaya Morales. Distintos autores han denunciado la caótica e irresponsable gestión del patrimonio nacional por parte del gobierno frentepopulista en aquellos días.
Posteriormente las colecciones de monedas fueron embarcadas en el yate Vita con destino a México. Allí se hizo cargo de ellas Indalecio Prieto principal responsable del exilio republicano en aquel país y enfrentado al presidente del gobierno republicano, el también socialista Juan Negrín. Entonces se perdió la pista de las monedas, sin que jamás se haya aclarado su destino. Ninguno de los responsables quiso nunca dar cuenta de los hechos.
Al parecer, algunas de las monedas fueron adquiridas por la Hispanic Society of America, cuya colección completa fue subastada en 2011 y parte traída de vuelta a España por Subastas Vico.
Con respecto al Tesoro de los Quimbayas, fue a parar a Ginebra, junto con los cuadros del Museo del Prado, y al término de la guerra fue reclamado por el gobierno franquista, volviendo a España. En 1941 pasó a estar adscrito al recién creado Museo de América, aunque, en la práctica, hasta 1994 permaneció en la cámara acorazada del Banco de España, exponiéndose en el Museo reproducciones en bronce dorado.